# Alexis Machuron
Alexis Machuron (Nièvre, França, 1872 - Paris, 16 de março de 1901) foi um balonista francês, instrutor de Alberto Santos Dumont.

## Biografia
Machuron foi educado no Colégio Autun e em 1889 começou a trabalhar nos ateliês aerostáticos do seu tio Henri Lachambre, em Vaugirard (Paris, França). Em 1893, foi ao Brasil cuidar da construção do dirigível Bartholomeu de Gusmão, de Augusto Severo de Albuquerque Maranhão, passando seis meses no Rio de Janeiro. Em 1894 e 1895, ele prestou seu serviço militar como baloeiro, em Grenoble. Em 1896, ele fez os planos do balão polar de Andrée e, em 1897, ele dirigiu, em Spitzbergen, as operações de inflamento e de decolagem do Oernen. 
Ele publicou, em colaboração com Lachambre, o relato de sua viagem a Spitsbergen, sob o título Andree au Pôle Nord, en ballon.
Construiu numerosos balões, entre os quais os aerostatos dirigíveis de Santos Dumont. Padeceu vítima de grave enfermidade, deixando uma esposa de 22 anos, Jeanne Lair, filha de um conhecido aeronauta, e uma menina de apenas 2 anos.